# Gabel (Schleusegrund)
Der ehemalige Ort Gabel war eine Kleinsiedlung an der Nordgrenze des Kreises Hildburghausen. Der aus dem Hof Obergabel und der Waldarbeitersiedlung Untergabel bestehende Ort gehörte ab dem 1. Juli 1950 zu Schönbrunn. Nach Plänen der DDR-Wirtschaftsplaner wurde in den 1970er Jahren im oberen Schleusetal die Talsperre Schönbrunn errichtet und 1977 in Betrieb genommen. Im Oktober 1968 verließen deshalb die letzten Bewohner von Untergabel ihre Häuser, sie übersiedelten nach Schönbrunn. Der Ortsteil Untergabel musste aufgelassen werden, da er im Rückstau der entstehenden Talsperre Schönbrunn lag und später vollständig überflutet wurde. Auch die direkte Straßenverbindung nach Schönbrunn wurde durch die Talsperre unterbrochen.

## Lage

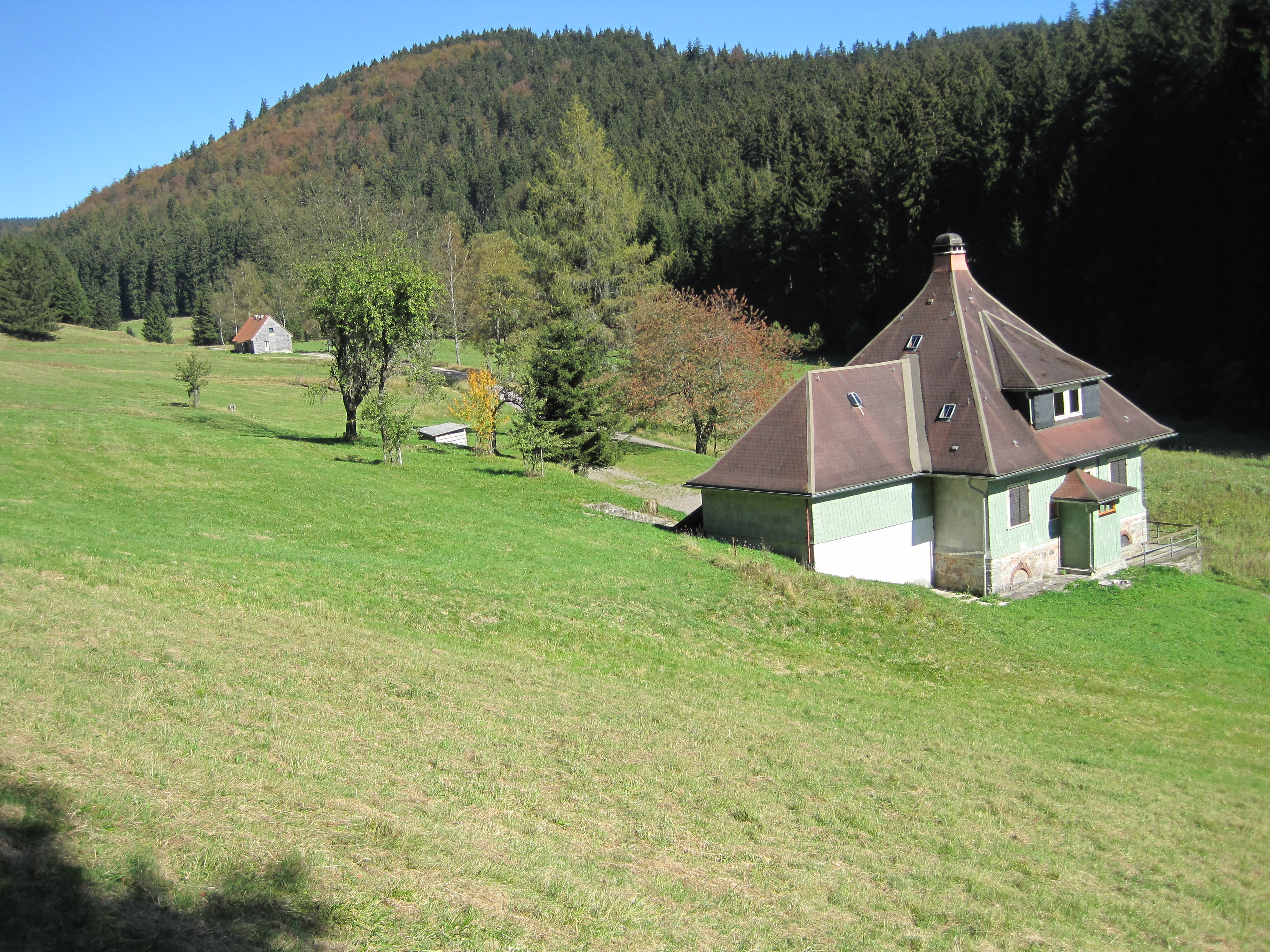
In Obergabel

Der Ortsteil Untergabel befand sich in Höhe der heutigen „Vorsperre Schleusegrund“. Dort mündete der Gabelbach von links in die Schleuse ein. Die Häuser standen am Waldrand des Gabelsgrundes entlang einer alten Forststraße, die sich an Obergabel vorbei in mehreren Serpentinen zum Rennsteig fortsetzt und in Neustadt am Rennsteig endet.
Weitere Forstwege erschließen die Hochlagen in diesem Teil des Thüringer Waldes und führen zum nur zwei Kilometer (Luftlinie) westlich gelegenen Nachbarort Frauenwald im Ilm-Kreis.
Der Gabelsgrund mit dem Gabelbach liegt auf (550 m ü. NN), er wird im Osten vom Kleinen Gabelskopf (722,7 m ü. NN) und dem Drechslerkamm (661,3 m ü. NN) – beides Ausläufe vom Großen Burgberg (817,4 m ü. NN) am Rennsteig, und im Westen vom Vorderen Arolsberg (703,9 m ü. NN) gesäumt.

## Geschichte
Der Forstort Gabel wird 1350 erstmals urkundlich genannt. Die erst im Spätmittelalter von den Siedlern in den Urwald geschlagenen Breschen wurden zu Bergwiesen erweitert und ermöglichten eine bescheidene Weidewirtschaft. Die auf mehrere Splitterflächen verteilten, und noch 181 Hektar Gesamtfläche einnehmenden Wiesenstreifen, wurden bereits von der DDR-Verwaltung als „Naturschutzgebiet Obere Gabeltäler“ ausgewiesen.
Im Dreißigjährigen Krieg suchten in den dichten Wäldern und düsteren, engen Tälern des oberen Schleusetales um Gabel die verängstigten Bewohner des Vorlandes Schutz vor den plündernden und mordenden Heerhaufen.
Der aus dem Nachbarort Oberneubrunn stammende Geograph und Historiker Georg Brückner schildert im zweiten Band seiner „Landeskunde des Herzogthums Meiningen“ die Verhältnisse in Gabel um die Mitte des 19. Jahrhunderts:
Gabel oder Untergabel … hat 11 Wohn- und zwei Werkshäuser, 19 Familien, mit der Obergabel 77 Seelen, 40 Stück Vieh (27 Rinder, 3 Schweine, 10 Ziegen). Daselbst 1 Schneidmühle. Die Thalsohle thalauf bis zur Gabel Grauwacke, ringsum Glimmerschiefer, von einigen Quarzporphyrzügen durchschnitten. Dies der Boden der Flur, die 17 ¼ Ar Feld und 100 Ar Wiesen enthält.Demnach die Flur winzig, aber auch die Gemeinde ohne Vermögen und ebenso die zwar fleißigen und kirchlichen, aber wenig sparsamen Einwohner ganz arm. Sie sind Holzmacher, Tagelöhner und Kohlen- und Fuhrleute. Früher baute man hier und in den benachbarten Gründen, besonders im Burbach, auf Eisen und Kupfer; auch war oberhalb des Ortes (Untergabel) ein Kupferhammer.
Obergabel, ein Einzelhaus, ursprünglich ein Zechenhaus, im Gabelsgrund, ¼ Stunde oberhalb von Untergabel, am vorderen Aroldsberg gelegen. Hier Bau auf Flußspath. Beide Orte nach Unterneubrunn gepfarrt und geschult, verdanken ihre Gründung den trefflichen Bergweiden, derentwegen man noch in späterer Zeit das Vieh hierher trieb.
Am 1. Juli 1950 wurden die bisherigen Gemeinden Gabel, Oberneubrunn, Schönau und Unterneubrunn zur neuen Gemeinde Schönbrunn zusammengeschlossen. Diese gehört seit 1994 zur Gemeinde Schleusegrund.
Noch im Jahre 1969 verlegte man den Friedhof und im Zeitraum von 1970 bis 1974 wurde der Schönbrunner Ortsteil nahezu komplett abgerissen. Lediglich im höher gelegenen Obergabel blieben ein Forsthaus und ein Wohnhaus mit Scheune erhalten. Die Gebäude werden heute durch den Forst genutzt.